# 望奎県
望奎県（ぼうけい-けん）は中華人民共和国黒竜江省綏化市に位置する県。県人民政府駐地は望奎鎮。国家級貧困県に指定されている。

## 地理
県道175号沿いの本県南東部に向陽ダムがあり、松花江に合流する努敏河が域内に流れている。

## 歴史
旧称は双竜城、五井子。「卜奎（すなわちチチハル）を遥かに望む」という意味より望奎と称された。
1908年（光緒34年）、清朝は双竜城を望奎鎮と改称、海倫府の管轄とした。中華民国が成立すると当初は海倫県の管轄とされたが、1916年（民国5年）、黒竜江省公署は海倫毛南部の烏竜溝以南の地区に望奎設治局を設置された。1918年（民国7年）2月11日、望奎設治局は二等県の望奎県と改編され綏蘭道の管轄とされた。1929年（民国18年）2月の道制廃止に伴い黒竜江省の直轄とされた。
1932年（大同元年）、建国された満洲国の行政区画となった望奎県は、1934年（康徳元年）12月に黒竜江省は解体され、浜江省の管轄に、1939年（康徳6年）6月には新設された北安省に移管された。
1945年（民国34年）、日本の敗戦と満洲国の崩壊に伴い中華民国の施政権が復活したが、国共内戦の結果中国共産党の実効支配下の解放区とされ、1947年2月には黒竜江嫩江聯合省第三専区の管轄とされたが、同年9月に黒竜江省に移管されている。中華人民共和国建国後は黒竜江省の管轄下とされ、1956年3月に綏化専区、1958年8月には松花江専区（1965年に綏化専区、1968年に綏化地区と改称）に移管された。
1991年、綏化地区が地級市の綏化市に改編されるとその管轄県とされた。

## 行政区画
4街道、9鎮、1民族鎮、3郷、2民族郷を管轄：
- 街道：東風街道、前進街道、東勝街道、興安街道
- 鎮：望奎鎮、通江鎮、衛星鎮、海豊鎮、蓮花鎮、先鋒鎮、火箭鎮、東郊鎮、灯塔鎮
- 民族鎮：恵七満族鎮
- 郷：後三郷、東升郷、恭六郷
- 民族郷：霊山満族郷、廂白満族郷

## 交通

### 道路
- 高速道路
  - 綏北高速道路

- 省道
  -  203省道

- 県道
  -  175号県道

## 健康・医療・衛生
- 望奎県人民医院